# Ferdinand de Saussure
Ferdinand de Saussure (Ginevra, 26 novembre 1857 – Vufflens-le-Château, 22 febbraio 1913) è stato un linguista e semiologo svizzero.
È considerato uno dei fondatori della linguistica moderna, in particolare di quella branca conosciuta con il nome di strutturalismo.

## Biografia
Nacque a Ginevra nel 1857, da una famiglia illustre: nipote del chimico e botanico Nicolas-Théodore e pronipote del naturalista, geologo e fondatore dell'alpinismo Horace-Bénédict, Ferdinand era figlio dell'entomologo Henri de Saussure e di Louise de Pourtalès, fratello quindi del sinologo Léopold de Saussure e del matematico ed esperantista René de Saussure. A sua volta, Ferdinand sarebbe divenuto padre del medico e psicanalista Raymond de Saussure. 
Mostrò fin dall'infanzia un'intelligenza viva e precoce, soprattutto in ambito linguistico. Compì studi di chimica e fisica nella città natale. Quando infine decise di dare seguito alla propria passione per gli studi filologici, studiò all'Università di Lipsia e alla Friedrich-Wilhelm-Universität di Berlino.
Insegnò dal 1881 al 1891 presso l'Università di Parigi, dove collaborò con Michel Bréal, Louis Havet e James Darmesteter ed ebbe come allievi, tra gli altri, Antoine Meillet, Paul Passy e Maurice Grammont. Nel 1891, per ragioni familiari, tornò nella città natale; all'Università di Ginevra tenne le cattedre di lingue indoeuropee e di sanscrito e, dal 1906, quella di linguistica generale; tra i suoi allievi, Albert Sechehaye e Charles Bally, fondatori della Scuola di Ginevra, e il russo Sergej Karcevskij. Nel 1912, ammalatosi, si ritirò nella residenza di famiglia di Vufflens-le-Château, ove morì l'anno seguente. Con la moglie Marie Faesch (1867-1950) ebbe due figli: Jacques e Raymond.

## Gli studi

### Linguistica comparata e indoeuropea
A Lipsia studiò con Karl Brugmann e altri Neogrammatici tedeschi; nel 1878 scrisse il suo primo importante contributo a questa disciplina, Mémoire sur le système primitif des voyelles dans les langues indo-européennes ("Saggio sul sistema primitivo delle vocali nelle lingue indoeuropee"), nel quale mise in dubbio la ricostruzione della fonologia dell'indoeuropeo proposta dai Neogrammatici, secondo la quale la protolingua avrebbe avuto dieci vocali (a/e/i/o/u, ognuna nelle due varietà breve e lunga). Secondo Saussure, però, /a/ aveva una cattiva base comparativa; d'altra parte, la sua eliminazione avrebbe condotto a un sistema e/i/o/u tipologicamente inaccettabile, per cui l'indoeuropeistica avviò un dibattito sull'opportunità di ridefinire dalle basi il sistema vocalico dell'indoeuropeo. Il saggio ebbe vasta eco e diede all'autore una notevole fama negli ambienti accademici, tanto che quando si addottorò, soltanto nel 1880 con la tesi De l'emploi du génitif absolu en sanscrit ("Sull'uso del genitivo assoluto in sanscrito"), gli fu chiesto in sede di discussione se non fosse «parente del famoso Saussure».
Le osservazioni di Saussure sul vocalismo indoeuropeo mossero dalla constatazione di tre insiemi di anomalie, che non trovavano adeguata spiegazione con la ricostruzione proposta da Neogrammatici. Il primo insieme evidenziato dal linguista elvetico era l'irregolarità della correlazione tra due serie di vocali brevi (1.: sanscrito e persiano /i/, greco, armeno, latino, celtico, gotico e lituano /a/, slavo /o/; 2.: sanscrito e persiano /i/, armeno, latino, celtico, gotico e lituano /a/; greco e slavo /o/), per la quale era già stata ipotizzata l'esistenza di una nuova vocale indoeuropea, diversa dalle cinque classiche, che fu chiamata Schwa (/ə/). Il secondo insieme di anomalie riguardava l'attestazione, accanto all'alternanza vocalica regolare e/o/∅, di altre tre serie, meno frequenti (a/o; a/o/ə; o/ə).
Il terzo gruppo di anomalie indagato da Saussure riguardava invece la struttura irregolare di alcune radici, che anziché presentarsi nella forma normale C(C) V(C) C, sembravano "mancare" di un elemento: CV, VC. Saussure intuì che tutti e tre questi insiemi di anomalie, tra loro correlati, avevano una spiegazione comune: derivavano dalla presenza di un gruppo di fonemi in seguito scomparso, che Saussure chiamò "coefficienti sonantici". Si trattò di un caso di ricostruzione algebrica (o analisi componenziale, secondo la definizione di André Martinet), determinata a partire non dalla presenza di determinati elementi fonetici concretamente attestati nelle lingue reali, ma dall'effetto causato dal processo di scomparsa di elementi non attestati direttamente in alcuna lingua indoeuropea nota all'epoca.
Saussure rappresentò simbolicamente i suoi coefficienti senza assegnare loro un valore fonetico concreto; la ricostruzione da lui avviata fu, in seguito, definita "teoria delle laringali", poiché fu ipotizzata una loro natura articolatoria laringale. Detta teoria fu sviluppata da numerosi studiosi nei decenni seguenti, e fu infine quasi unanimemente accolta dall'indoeuropeistica.

### Linguistica strutturale
Nell'opera postuma Corso di linguistica generale (Cours de linguistique générale, 1916) sono poste le basi della moderna scienza linguistica, in particolare di indirizzo strutturalista, con l'introduzione di alcuni concetti di base come quelli di sincronia e diacronia, langue e parole, segno, significato e significante (concetto portante di tutti gli studi successivi sulla linguistica che arrivano fino alle scienze della comunicazione), arbitrarietà del segno linguistico. Saussure concepì inoltre la linguistica come parte di un più ampio studio dei segni, la semiologia; la lingua, intesa come prodotto sociale della facoltà del linguaggio, è per Saussure un insieme delle convenzioni utilizzate dal corpo sociale per consentire l'esercizio di tale facoltà negli individui.
In questo contesto, la costruzione del rapporto tra l'oggetto reale osservato (referente) ed il suo significato (cioè l'immagine concettuale che si forma nella mente dell'osservatore) è mediato da un artefatto concettuale in forma segnica (significante); dove per forma segnica si intenda sia l'immagine acustica (parola verbalizzata da fonemi), che quella scritta (parola significata da lettere, ideogrammi o altra forma di rappresentazione scritta).
Saussure intende il linguaggio (language) come potenzialità universale di sviluppare un sistema di segni. La langue, intesa come un sistema di segni che formano il codice di un idioma, va distinta dalla parole, cioè dall'atto linguistico del parlante, che è "individuale" e "irripetibile". Non esiste il concetto di lingua come "nomenclatura" (cioè corrispondenza naturale di parole e cose) e il segno linguistico è un'entità costituita da una unione "arbitraria" di un concetto ("significato") e della sua immagine acustica ("significante"); l'associazione tra significato e significante non è legata ad alcuna legge naturale, come dimostra la varietà degli idiomi, anche se una volta istituita in ciascuna lingua diventa canonica e non può più essere modificabile dal singolo parlante. Si può identificare il "valore" di un elemento della lingua solo in maniera "differenziale", tramite il rapporto con gli altri termini del sistema che permettono la sua identificazione per "opposizione".
La linguistica si definisce "strutturale" perché la determinazione del valore o dell'identità del segno, nel duplice aspetto fonico e concettuale, parte dal presupposto che esista la totalità del sistema linguistico. I rapporti e le differenze tra i segni si articolano in due parti distinte dell'attività linguistica: i "rapporti sintagmatici", secondo i quali il valore di ogni singolo segno è stabilito dalla relazione con il segno che lo precede e/o lo segue e formati dalla successione lineare delle parole nella loro effettiva disposizione; e i "rapporti associativi" (rinominati in seguito "paradigmatici" da Louis Hjelmslev), secondo cui tutti i suoni che possono comparire in un medesimo contesto intrattengono tra loro rapporti di tipo associativo (paradigmatico), ma sono rapporti in absentia (se ne realizziamo uno, escludiamo tutti gli altri).
Esistono due punti di vista da cui osservare la realtà linguistica, che si traducono in due modalità di studio: la "linguistica sincronica", che analizza lo stato della lingua nel suo organizzarsi sistematico e simultaneo, e la "linguistica diacronica", che studia l'evoluzione della lingua e ne rileva le sostituzioni e differenze degli elementi avvenuti nel tempo.
Secondo una distinzione posteriore a Saussure, si può dire che è sua la concezione di una "semiotica ristretta", ovvero la concezione che attività semiotiche siano solo il linguaggio umano e poche altre attività cognitive della sua specie.

## La fortuna
La scarsa prolificità - pubblicò soltanto, in età giovanile, Mémoire sur le système primitif des voyelles dans les langues indo-européennes e la tesi De l'emploi du génitif absolu en sanscrit, e articoli specialisti apparsi su riviste accademiche - e l'insegnamento in un'università all'epoca secondaria come quella di Ginevra fecero sì che la fortuna di Saussure fosse in gran parte postuma. Al di là degli indoeuropeisti, che nei suoi saggi giovanili (soprattutto il Mémoire) trovarono numerosi spunti ampiamente sviluppati nel corso del XX secolo, gli ambienti scientifici più ampi conobbero le riflessioni di Saussure soprattutto grazie alla pubblicazione postuma delle sue opere: i saggi specialistici, apparsi nel 1922 come Recueil des publications scientifiques de F.d.S., e soprattutto il Cours de linguistique générale (1916), raccolta curata dai suoi allievi Albert Sechehaye e Charles Bally del materiale dei suoi corsi ginevrini di linguistica generale degli anni 1906-1911. Inizialmente modesto, il successo dell'opera crebbe con la seconda edizione del 1922, con la terza del 1931 e s'impose definitivamente nell'immediato secondo dopoguerra, a partire dal 1949. Da allora si moltiplicarono le traduzioni. A contribuire all'influenza dell'opera furono anche l'introduzione e il commento curati per l'edizione italiana da Tullio De Mauro nel 1967, a sua volta oggetto di molteplici ristampe e traduzioni.
A diffondersi fin dagli anni trenta fu una lettura parziale della lezione saussuriana, aspramente criticata da linguisti come Roman Jakobson e Nikolaj Trubeckoj per la separazione tra sincronia e diacronia e per l'eccessiva enfasi attribuita all'arbitrarietà del segno linguistico nel sistema della langue. Tale lettura apparve però, a partire dagli anni trenta-quaranta, non del tutto fedele all'autentica riflessione di Saussure; i dubbi in merito, già avanzati da Émile Benveniste, Mario Lucidi e Henri Frei, trovarono riscontro nella radicale rilettura dei materiali saussuriani condotta da Louis Hjelmslev e, negli anni cinquanta, da Robert Godel, che nel 1957 pubblicò Le sources manuscrites du Cours de linquistique générale. La miglior conoscenza del pensiero di Saussure avviò una vasta e profonda riflessione della linguistica, che grazie ad essa sviluppò e mutò anche radicalmente molti dei suoi paradigmi.
Nel 1967, Jaques Derrida dedicò una particolare attenzione ai fondamenti metafisici impliciti al Corso di linguistica generale di Saussure, decostruendone parte del testo nell'opera Della grammatologia.

## Opere
- (FR)  Mémoire sur le système primitif des voyelles dans les langues indo-européennes, Lipsia, Teubner, 1879. Trad. it.:  Ferdinand de Saussure, Saggio sul vocalismo indoeuropeo, a cura di Giuseppe Carlo Vincenzi, Bologna, Clueb, 1978.
- (FR)  De l'emploi du génitif absolu en sanscrit, Ginevra, Fick, 1881  Versione digitale, su archive.org. URL consultato il 28 novembre 2009.

### Miscellanee e opere postume
- (FR)  Cours de linguistique générale, a cura di Charles Bally e Albert Sechehaye, con la collaborazione di Albert Riedlinger, Losanna-Parigi, Payot, 1916. Trad. it.:  Ferdinand de Saussure, Corso di linguistica generale, a cura di Tullio De Mauro, Roma-Bari, Laterza, 2009  [1967].
- (FR)  Recueil des publications scientifiques de F. de Saussure, a cura di Charles Bally e Léopold Gautier, Losanna, Payot, 1922.
- (FR)  Le sources manuscrites du Cours de linquistique générale, a cura di Robert Godel, Ginevra, Droz, 1957.
- (FR)  Introduction au deuxième cours de linguistique générale (1908-1909), a cura di Robert Godel, Ginevra, Droz, 1957. Trad. it.:  Ferdinand de Saussure, Introduzione al secondo corso di linguistica generale (1908-1909), a cura di Raffaele Simone, Roma, Astrolabio Ubaldini, 1970.
- (FR)  Cours de linguistique générale, edizione critica di Rudolf Engler, Wiesbaden, Harrassowitz, 2 voll., 1968–1974.
- (FR)  Écrits de linguistique générale, a cura di Simon Bouquet e Rudolf Engler, Parigi, Gallimard, 2002, ISBN 2-07-076116-9. Trad. it.:  Ferdinand de Saussure, Scritti inediti di linguistica generale, a cura di Tullio De Mauro, Roma-Bari, Laterza, 2005, ISBN 88-420-6827-6.
- (FR)  Les manuscrits saussuriens de Harvard, a cura di Herman Parret, in Cahiers Ferdinand de Saussure 47. Trad. it.:  Ferdinand de Saussure, Manoscritti di Harvard, a cura di Raffaella Petrilli, Roma-Bari, Laterza, 1994, ISBN 88-420-4493-8.